# Jean-Baptiste Sénac
Jean-Baptiste Sénac (1693–1770), chimiste et médecin français, précurseur de la cardiologie, fut conseiller d'État et premier médecin de Louis XV, surintendant des eaux minérales du royaume. Il releva les points communs des symptômes en cardiologie.

## Le premier médecin du roi 1752-1770

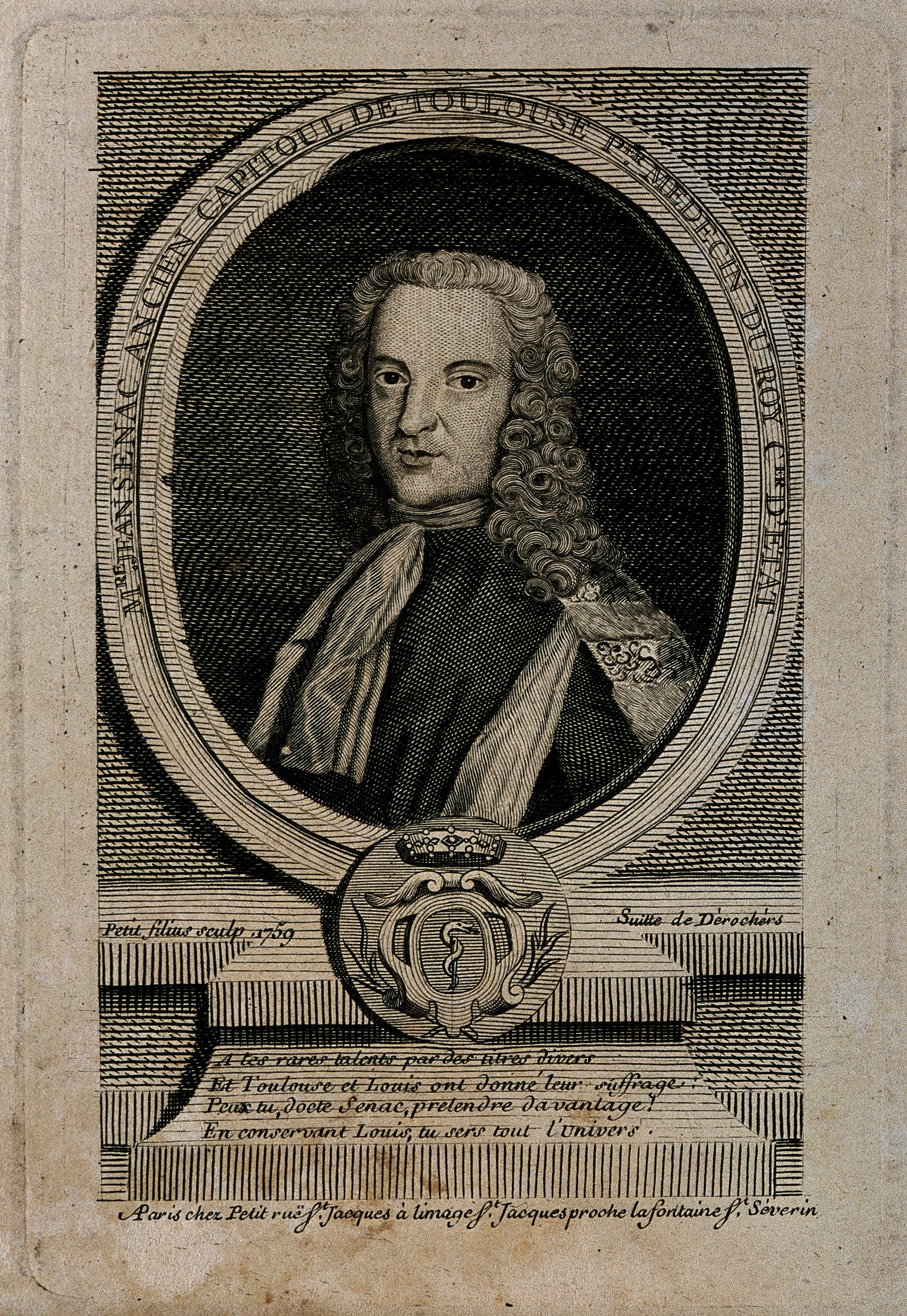
Jean Baptiste de Senac, gravure de Petit le Jeune, 1759, d'après Desrochers.

Jean-Baptiste Sénac naît en 1693 à Lombez, dans le département du Gers, en Gascogne. Son père est avocat, sa mère, fille de notaire.
Il fait une partie de ses études de médecine à Leyde, chez un condisciple de Newton ; il suit ensuite à Londres les cours de John Freind ; il est docteur de Montpellier. Une fois à Paris, il veut être médecin sans soutenir de thèse devant la faculté de la capitale, ce qui lui est refusé (Sénac ne l'oubliera pas). En décembre 1723, il est nommé, sur la recommandation de Joseph-Guichard Du Verney et de Jacques-Bénigne Winslow, adjoint anatomiste à l'Académie royale des sciences.
De 1732 à 1748, il est médecin de l’Hôpital royal et de l’Infirmerie de Versailles. Vers 1737- 1741, il est médecin de la maison royale de Saint-Cyr.
Durant la guerre de 1745, il est le médecin du maréchal Maurice de Saxe, qu'il sauve d'une grave maladie.
Sénac sait gagner l'estime et l'amitié des grands du royaume, puis celle de Louis XV, qui en fait en 1752 son premier médecin. Il meurt le 20 décembre 1770, âgé d’environ 77 ans. Louis XV ne voulut pas choisir un autre premier médecin.

## Descendance
De son mariage célébré à Blaye en 1721 avec Marie Thérèse Tanet, d’une famille de marchands de Gironde, naissent trois enfants:
- Jean Sénac (1723-1783) fermier général pendant dix-huit ans, puis lecteur du cabinet du roi
- Marie Thérèse Sénac (1729 Saint-Germain en-Laye -1795) qui épouse en 1752 Jean François Imbert (1722-1785), professeur de la faculté de médecine de Montpellier, médecin en chef de l’expédition de Minorque en 1756, Inspecteur des hôpitaux militaires, tant pour le Languedoc que le Roussillon, la Provence et le Dauphiné
- Gabriel Sénac de Meilhan (1736 Versailles -1803), intendant de justice, police et finances dans plusieurs généralités, et écrivain

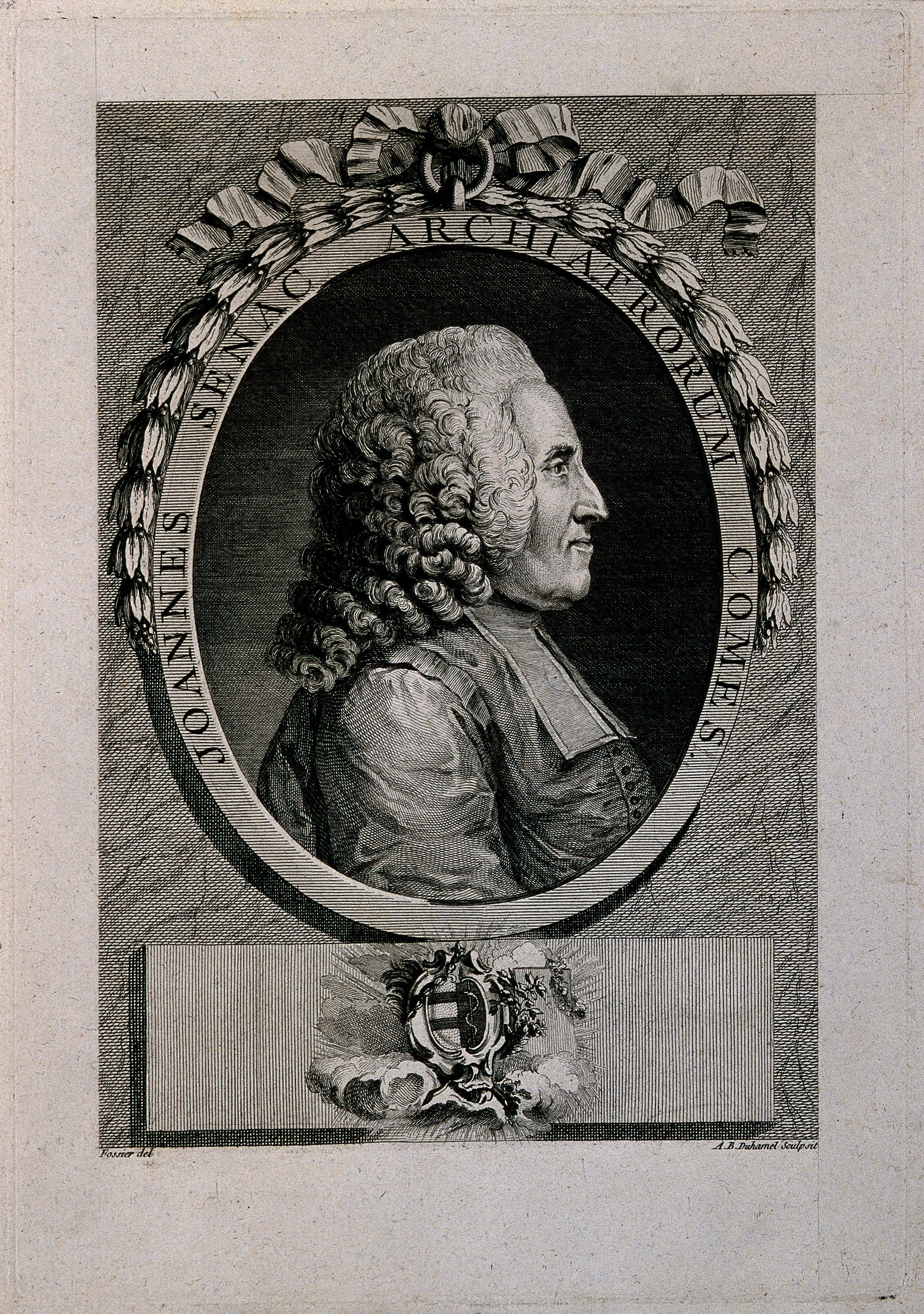
Jean-Baptiste de Sénac

## Un des fondateurs de la cardiologie

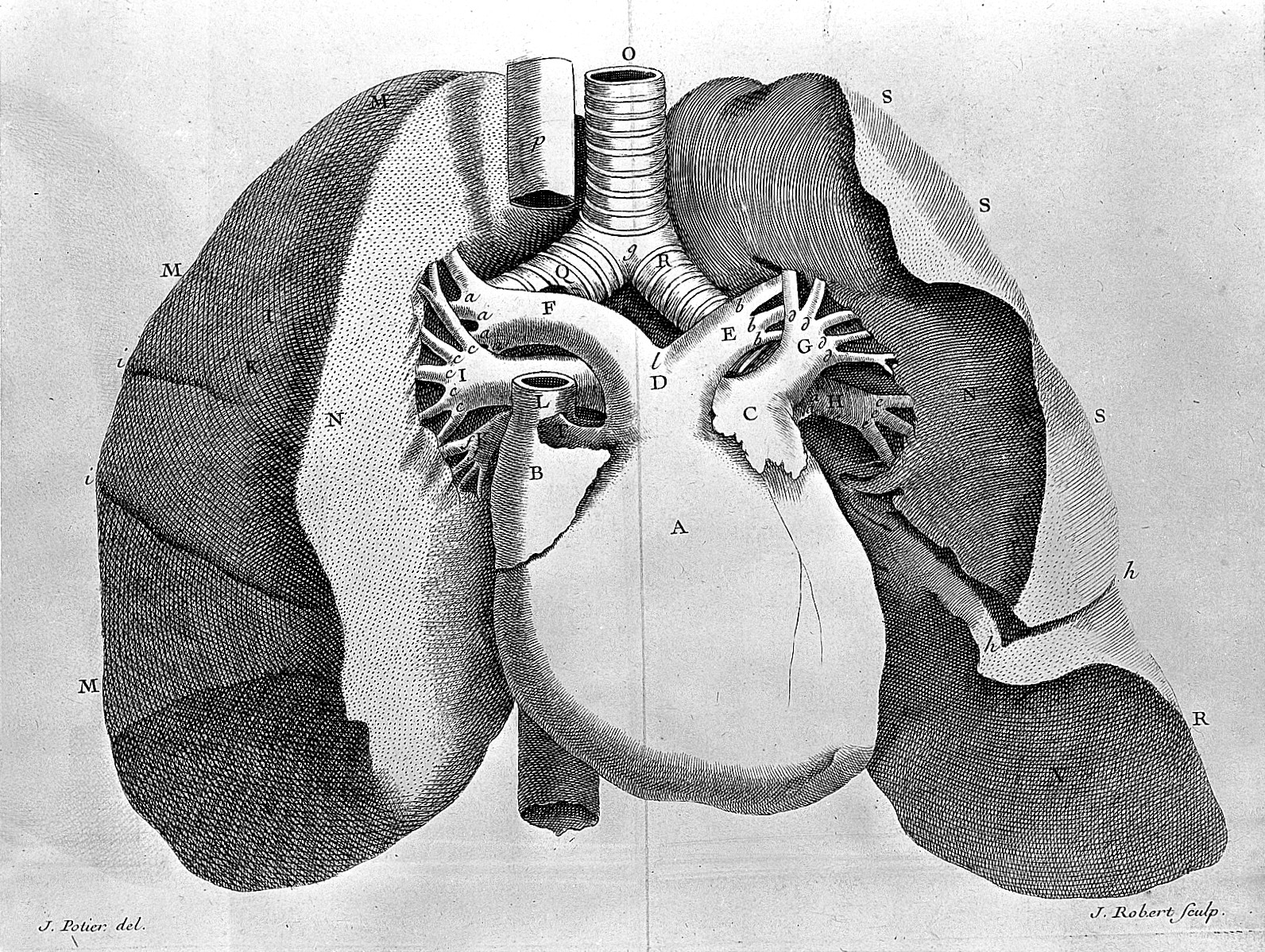
Le coeur, circa 1749

Bien qu'il ait eu d'illustres précurseurs tels Richard Lower à Londres et Raymond Vieussens à Montpellier, Sénac est souvent cité comme fondateur de la cardiologie. Il fait des recherches poussées sur l'hypertrophie cardiaque. Il étudie les effets pharmacologiques du Cinchona et de la rhubarbe, étudie les lésions du cœur aussi bien qu'on pouvait le faire avant l'auscultation: le pouls est alors le seul moyen d'investigation. Il découvre dans ses autopsies le lien entre la fibrillation atriale et l'insuffisance mitrale.
Jacques Poulet dit de lui qu'« il faut retenir à son actif le fait d'avoir montré que les affections cardiaques possédaient en commun un cortège fonctionnel et d'avoir insisté sur la latence clinique de nombre de ces affections. » Ainsi il est le premier à reconnaître la gêne respiratoire et l'œdème des jambes comme des symptômes significatifs.

## Œuvres

### Œuvres originales
- « Sur les noyés », dans Histoire de l'Académie royale des sciences […] avec les mémoires de mathématique et de physique, 1725« Il prouve que la mort arrive non parce que l'eau a inondé l'estomac ou les poumons mais à cause de la seule interception du passage de l'air dans les voies aériennes[2]. »
- « Discours sur la méthode de Franco et sur celle de M. Rau (de) », dans François Colot, Traité de l'opération de la taille. Avec des observations sur la formation de la pierre, et les suppressions Auquel on a joint un discours sur la méthode de Franco et sur celle de M. Rau, 1727
- Lettres de Julien Morisson sur le choix des saignées, Paris, 1730[3]
- (avec François Chicoyneau) Traité des causes, des accidents, et de la cure de la peste, avec un recueil d'observations […] sur la peste de Marseille et de Provence, Paris, Pierre-Jean Mariette, 1744[4]
  - (de) Von der Pest, ihren Ursachen, Zufällen, Behandlung und Sicherungsmitteln — Traduction allemande
- (la) De recondita febrium intermittentium, tum remittentium natura et de earum curatione (La nature cachée des fièvres intermittentes et rémittentes[5] et leur traitement), 2e  éd., Amsterdam, 1769
  - (en) A treatise on the hidden nature and the treatment of intermitting and remitting fevers, trad. Charles Caldwell, Philadelphie, 1805
- Traité de la structure du cœur, de son action et de ses maladies : t. 1, Paris, Jacques Vincent, 1749, 696 p. ; t. 2, Paris, Méquignon l'aîné, 1783
  - Seconde édition, « considérablement » augmentée par Antoine Portal, Paris, 1774 — Avec figures
  - (it) Trattato della struttura del cuore, della sua azione e della sue infermità, trad. Baldassare Camillo, Brescia, 1773

### Traductions
- Anatomie de Heister avec des Essais de physique sur l'usage des parties du corps humain et sur le mécanisme de leurs mouvements, traduction annotée avec des Essais originaux :
  - t. 1 ; t. 2 et t. 3 de l'édition « revue, corrigée et augmentée considérablement » de 1753

### Fausses attributions
- Nouveau cours de chymie, suivant les principes de Newton et de Sthall, avec un discours historique sur l'origine et les progrès de la chymie, 1723 — Il s'agit de Georg Ernst Stahl.Cet ouvrage selon H. T. Baron[6] serait un recueil des conférences de C. J. Geoffroy et de G. F. Boulduc. Éloy, après Michaud, écrit : « Cette production est le fruit informe du zèle intéressé de quelques étudiants qui ont recueilli tant bien que mal ce qu'ils ont pu des leçons de MM. Geoffroy et Boulduc au Jardin du Roi »

## Jugements de ses contemporains
- « Sénac vient d’être déclaré premier médecin du Roi. Depuis ce temps, on le démasque et l’on donne ce choix comme des plus mauvais. L’on dit que c’est un scélérat, et digne de la recommandation des Noailles qui l’y ont porté. Il se trouve qu’il a été jésuite, puis en fuite en Hollande où il a été ministre calviniste, puis en Angleterre où il s’est fait ministre anglican, puis enfin médecin. Il a de l’esprit, mais peu d’idées ; il ne fait que se servir habilement de celles des autres. Sa réputation tombait à Paris : il était temps, dit-on, qu’il passât à la cour." Journal du marquis d’Argenson, 18 avril 1752, p. 203-204.

## Compléments